# Міхалув (Мінський повіт)
Міхалув (пол. Michałów) — село в Польщі, у гміні Галінув Мінського повіту Мазовецького воєводства.
Населення — 439 осіб (2011).
У 1975-1998 роках село належало до Варшавського воєводства.

## Демографія
Демографічна структура станом на 31 березня 2011 року:
|          | Загалом | Допрацездатний вік | Працездатний вік | Постпрацездатний вік |
| -------- | ------- | ------------------ | ---------------- | -------------------- |
| Чоловіки | 223     | 44                 | 164              | 15                   |
| Жінки    | 216     | 43                 | 130              | 43                   |
| Разом    | 439     | 87                 | 294              | 58                   |